# Mitt P3
Mitt P3 var ett program i Sveriges Radio där lyssnarna fick berätta sina egna historier. Vanliga människor spelade in ett program om sitt liv eller ett valt ämne. Det sista Mitt P3 sändes den 7 januari 2010. Mitt P3 producerades av Massa Media.